# 奧科尼亞河

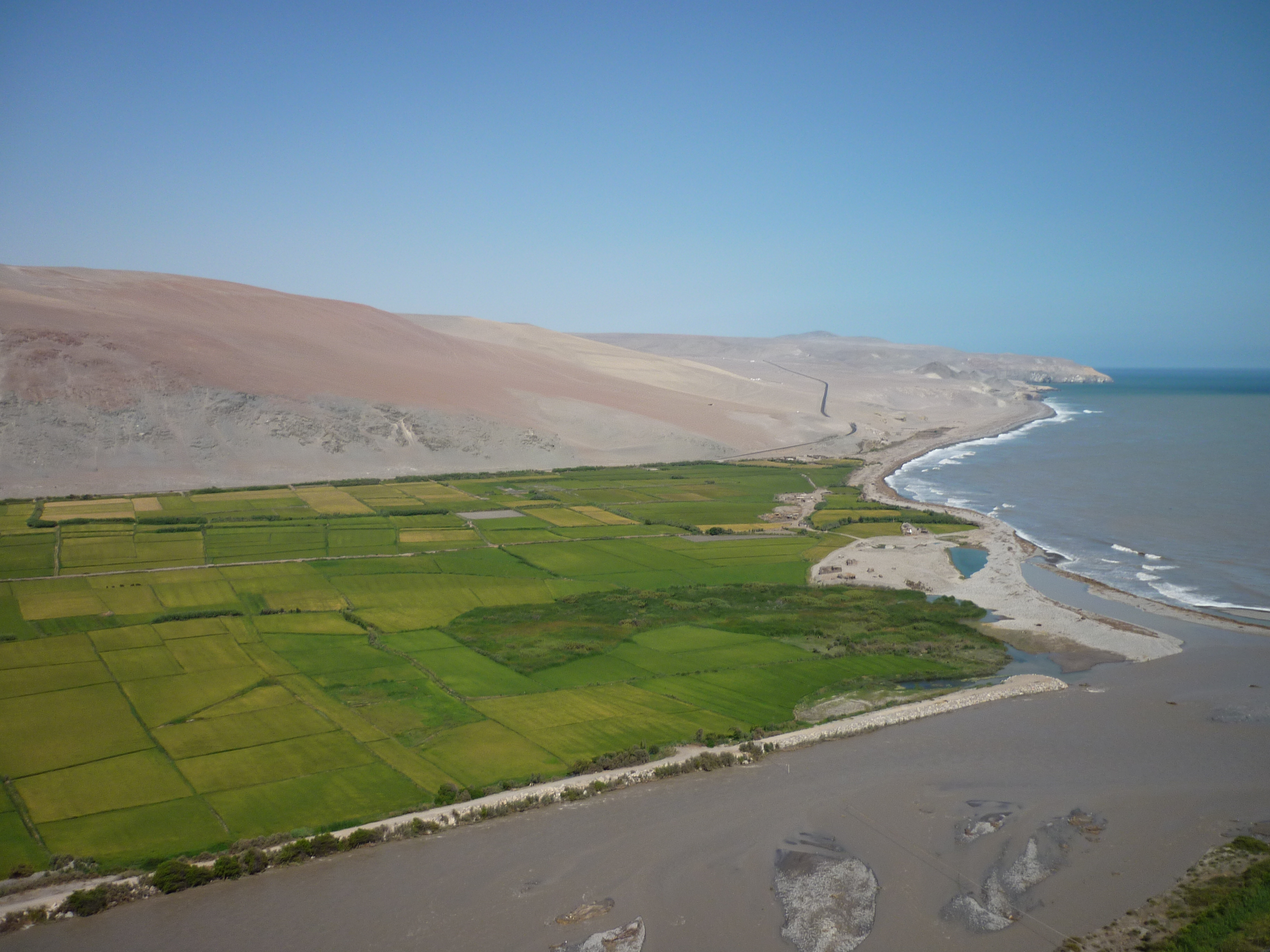
奧科尼亞河河口

奧科尼亞河（西班牙語：Río Ocoña）是秘魯的河流，位於該國南部，由阿雷基帕大區負責管轄，發源自安第斯山脈地區，最終注入太平洋，河水用作食水。